# Engie Energía Cartagena
Engie Energía Cartagena, también conocida como central térmica de El Fangal es una central termoeléctrica de ciclo combinado situada en el puerto de Escombreras, en el término municipal de Cartagena. Su combustible principal es el gas natural.

## Datos
Cuenta con una potencia instalada de 1200 megavatios.
La operación y el mantenimiento corrió a cargo de la filial de AES: AES Cartagena Operations (AESCO) hasta abril de 2012, en que pasó a ser propiedad integra de GDF SUEZ Iberia.
La planta cuenta con 3 grupos de turbinas de gas Mitsubishi. En febrero de 2012, GDF Suez incrementó del 26 % al 83 % su participación en la central, cambiando su denominación, que era anteriormente AES Cartagena.

## Propiedad
En la actualidad los activos de la Central son propiedad de Engie España.